# Bodenkundliche Gesellschaft der Schweiz
Die Bodenkundliche Gesellschaft der Schweiz (BGS) ist eine Fachgesellschaft, die sich der Verbreitung des bodenkundlichen Wissens und dem Engagement für bodenkundliche Themen in der Schweiz verschrieben hat.

## Ziele
Sie ist in allen Landesteilen tätig und steht allen bodenkundlich Interessierten offen. Sie besteht aus Vertretern der Lehre und Forschung, der Privatwirtschaft, der Behörden und der Verbände.
Die BGS fördert die Vertiefung und Verbreitung bodenkundlichen Wissens und vermittelt Kontakte zwischen bodenkundlich interessierten Personen und Institutionen. Außerdem setzt sich ein für die langfristige Erhaltung gesunder Böden, nimmt Stellung zu bodenrelevanten Themen und fördert die Qualitätskontrolle bodenkundlicher Arbeiten. Sie vertritt die Interessen der bodenkundlichen Berufe.

## Geschichte
Die Bodenkundliche Gesellschaft der Schweiz wurde 1975 gegründet, um bodenkundliches Wissen auszutauschen. Anlässlich der Gründungsversammlung trugen sich 27 Personen als Mitglieder ein. Darunter waren bodenkundlich aktive Forschungsinstitutionen und vereinzelte Vertreter von Behörden und privaten Unternehmen. Bis zum Jahre 2008 ist die Mitgliederzahl auf 380 angewachsen.

## Mitgliedschaften
Die BGS ist Mitglied der
- Akademie der Naturwissenschaften Schweiz (scnat)
- International Union of Soil Sciences (IUSS)
- European Confederation for Soil Science Societies (ecsss)

In bestimmten Bereichen arbeitet sie zusammen mit Praktischer Umweltschutz Schweiz und der Schweizer Sektion des World Wide fund for Nature.

## Projekte
Seit 2000 widmete sich die BGS Projekten zur Erarbeitung von Richt- und Prüfwerten für die physikalische Belastung von Böden. dazu gehören die Bodenkundliche Baubegleitung BGS, die Bodeninformation Schweiz und die im Aufbau befindliche Revision der Klassifikation der Böden der Schweiz.

## Organe
Die Organe sind:
- die Generalversammlung
- der Vorstand
- die Rechnungsrevisoren[1]